# ジョージアとロシアの関係
ジョージアとロシアの関係（ロシア語: Российско-грузинские отношения、グルジア語: საქართველო-რუსეთის ურთიერთობები、英語: Georgia-Russia relations）では、コーカサスに所在するジョージア（グルジア）とロシア連邦の関係について説明する。ジョージアもロシアもともに1991年までは同年に解体したソヴィエト連邦を構成する15共和国のうちの2国（グルジア・ソビエト社会主義共和国およびロシア・ソビエト連邦社会主義共和国）を前身としている。
黒海東岸に所在するジョージアは、コーカサス山脈をはさんで北側に大国ロシア連邦、南東にアゼルバイジャンとアルメニア、南はトルコと境を接する共和制国家である。ジョージアは1991年のソビエト連邦の崩壊以来、ロシア支配からの脱却を図り、欧米に接近する政策をとってきた。2008年のロシア・ジョージア戦争以降、両国は断交中。

## ソ連邦崩壊後のジョージアとロシア

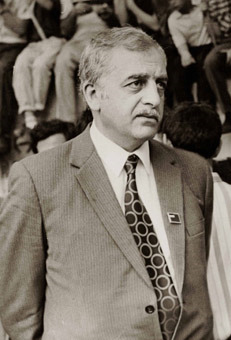
ガムサフルディア

1991年のソ連崩壊後、グルジア・ソビエト社会主義共和国（グルジアSSR）を前身とするジョージアは、ロシアの主導する独立国家共同体（CIS）への不参加を表明した。CISへの参加拒否は旧ソ連のうちバルト三国をのぞけばジョージアただ1国であった
。これは主としてジョージア・ロシア間の政治的対立によるものであったが、一方ではジョージア国民（グルジア人）たちの旺盛な独立心に由来するものであった。
1991年5月26日、旧ソ連構成国15カ国中最初におこなわれたジョージアの大統領選挙では急進的な民族主義者のズヴィアド・ガムサフルディアが86パーセントの得票率で大勝して初代大統領となった。1991年12月、ベラルーシのミンスクにロシア、ウクライナ、ベラルーシ3カ国の首脳が集まり、ソ連邦解体とCISの発足が合意された（ベロヴェーシ合意）。CIS発足式はカザフスタンのアルマトイでおこなわれ、旧ソ連構成国11カ国が参加している。
新生ジョージア（グルジア）はこのようにロシアからの自立を目指したのであるが、一方では、国内にジョージアからの独立を掲げる勢力も存在していた。南オセチア自治州では、グルジア政府（当時）が1990年にグルジア語使用を同地の多数派であるオセット人にも強要したことからオセット人たちが反発し、自治共和国への昇格、さらに、ロシア連邦の北オセチアとの統合を要求して紛争に発展した。当初この紛争にロシア共和国（当時）のエリツィン政権は直接関与しなかったが、しかしロシア領北オセチアに難民が流入したことで、ロシアにとっても重要問題となった。また、ソ連中央政府が弱体化したため、ロシアがそれに代わる仲介者の役割を果たそうとした。1991年春以降、ロシアとジョージアの間で交渉が重ねられ、同年3月のエリツィン＝ガムサフルディア会談によりある程度の合意はなされたが、やがて両者間の立場は開いていった。アブハジアでは1980年代後葉からグルジアからの分離独立運動が展開され、スフミでも暴動なども起こっているが、1992年7月、アブハジア独立宣言をおこない、アブハジア戦争に発展した。しかしながら、アブハズ人はアブハジアにおいては必ずしも多数民族ではなく、実に全体の2割以下を占めるにすぎなかった。ジョージア軍は、ロシア領から流入したチェチェン兵らに敗走し、1993年8月にスフミが陥落、同年12月に停戦がなされた。このとき、20数万のグルジア人たちが国内避難民（IDP）として郷里を追われている。
ガムサフルディアはまた、その強権的な政治姿勢が原因で反対者が武力闘争におよぶ事態となり、ロシアのボリス・エリツィン大統領も、CIS参加を拒否したガムサフルディア政権を支持しないと宣言した。ガムサフルディアは失脚したが、上述のスフミ陥落のころガムサフルディア派の蜂起によってジョージアは内戦状態となった。
ソ連解体後の旧ソ連諸国は大きく2つに分裂した。1つは、親ロシア派のグループであり、カザフスタンやベラルーシのほか、資源をロシアに頼るアルメニアやキルギスタン、タジキスタンが含まれる。もう1つは、ロシア支配からの脱却を図り、主として欧米に接近した反ロシア派のグループであり、ウクライナやウズベキスタン、アゼルバイジャン、モルドヴァなどが含まれる。ジョージアは後者に属したが、後者のグループは1997年、それぞれの国の頭文字を取って「GUUAM」を組織している。

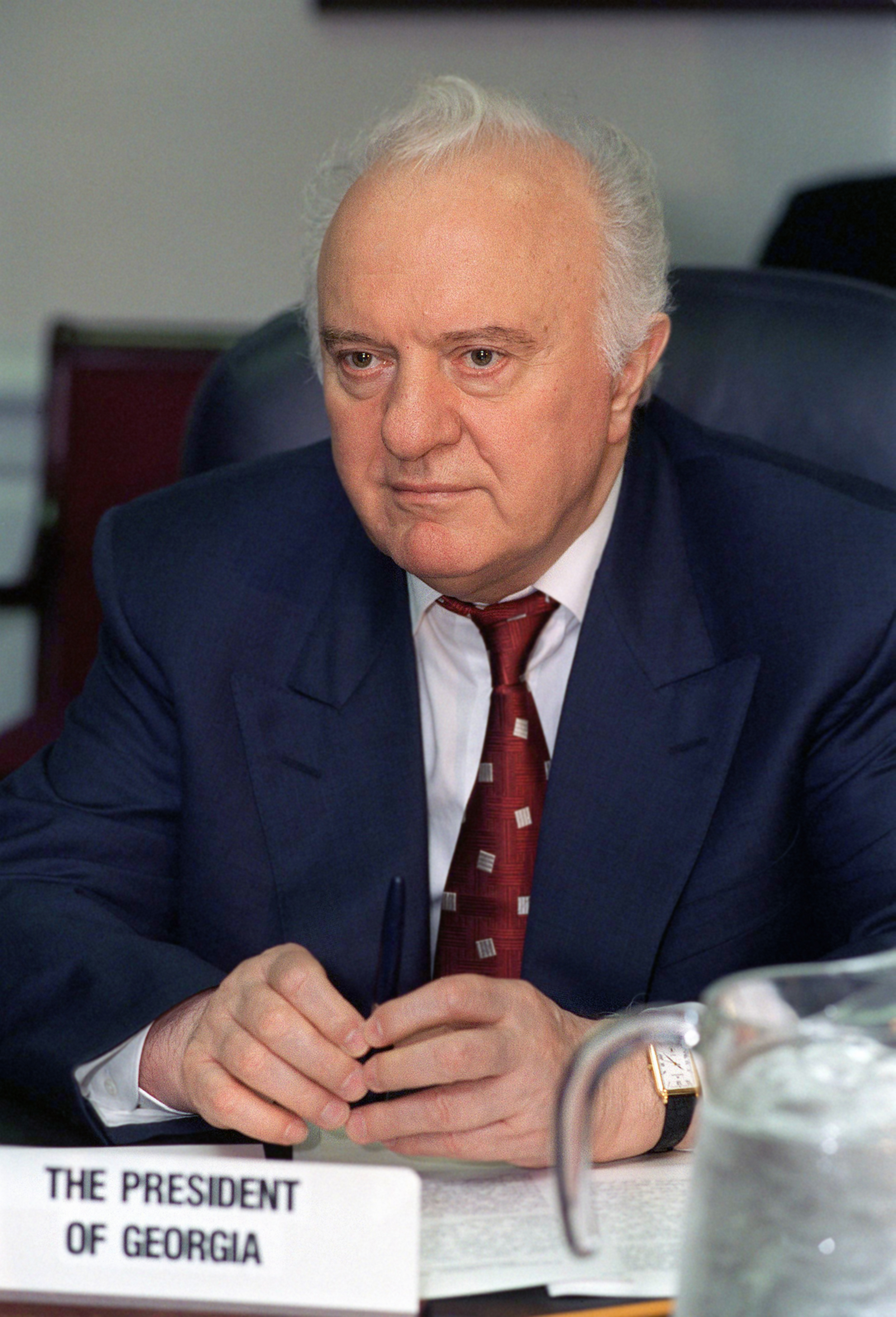
シェワルナゼ

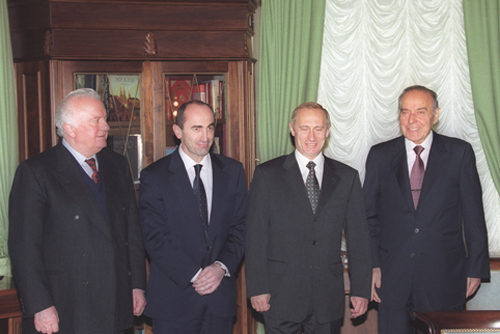
2000年3月のCISサミット（モスクワ・クレムリン）
----
（左より）シェワルナゼ、コチャリャン（アルメニア）、プーチン（ロシア）、アリエフ（アゼルバイジャン）

1992年のガムサフルディア失脚後、政権の座についたのは、かつてソ連外相を務めたグルジア人のエドゥアルド・シェワルナゼであった。シェワルナゼは、ジョージアに一応の秩序を取り戻し、ロシアの仲介により1992年6月に南オセチアとの停戦協定を結んだ。さらにロシアとの関係改善を重視し、1992年6月のロシアとの国交を樹立し、ロシアの支持を得て翌7月には国連加盟を果たした。1993年にCISに参加し、1995年11月の大統領選挙で圧勝の末第2代大統領に就任してからは、若手を登用し、憲法を採択し、新通貨「ラリ」を導入するなど国家体制を整備して安定政権をめざした。
しかし1990年代後半以降は、シェワルナゼはロシアとの対立関係を強めてゆく。まずアメリカ合衆国の支援とアゼルバイジャンのヘイダル・アリエフ大統領との盟友関係のもとでパイプラインの誘致などの施策を展開した。これは、ジョージアの地政学的位置を最大限活用し、西側諸国との連携を追求したものであった。しかし、シェワルナゼ政権による国内の経済的な立て直しは遅々として進めなかった。失業問題はいっこうに解決されず、停電やガスの停止、断水の常態化に加え、官界の腐敗が蔓延した。これは、シェワルナゼ時代のジョージアがロシアからのエネルギー制裁をもっと顕著に受けてきたためでもある。ジョージアおよびアルメニアはほとんどのエネルギーをロシアに依存してきたのであるが、この時期、ロシア側が電力供給をきわめて低い状態で制限したところから、長年にわたり、電力不足状態が続いたのである。地方ではまったく通電しない場所すら多かった。

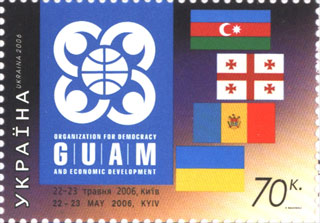
2006年5月にウクライナ郵便が発行した、「GUAMサミット」開催記念切手（70コピーイカ）

1997年、シェワルナゼ政権は、ウクライナ政府の呼びかけに応じてアゼルバイジャン・モルドヴァとともに上述のGUAM（民主主義と経済発展のための機構）を結成した。これは、ロシア中心の再統合の動きに対し、トルコを経由してパイプライン・鉄道などを建設し、ロシアを通さずに直接西欧市場と結びつく可能性が模索されたものであった。
1990年代にあっては、ロシアの周囲にはアゼルバイジャン国内の「ナゴルノ・カラバフ共和国」、ジョージア国内の「アブハジア共和国」「南オセチア共和国」、モルドヴァ共和国内の「沿ドニエストル共和国」という4つの「未承認国家」すなわち国際的な承認が得られていない国家が存在し、大きな意味をもった。これらの地域は、「本国」からの分離独立をめざして「本国」と対立し、それが紛争に発展するやロシアの支援を得て「本国」に対して軍事的に一定の成果を得て、さらにロシアが「本国」に対してさまざまな条件を突き付けたうえで停戦を仲介し、事実上の独立を獲得している諸点において相似の関係にあった。また、4地域はそれぞれ政府・議会・軍隊・警察・独自通貨などといった国家の要件といわれるものを一通り備えており、実際に選挙や国民投票などもおこなわれてほとんど国家の体裁を整えている一方で、「本国」の主権がまったく及んでいない点でも共通する性格を備えていた。1990年代後半以降、似通った歴史的経験を経て、共通の課題をかかえる4つの未承認国家は、しばしば「4カ国外相会議」をひらいている。その際、外相会議の議場を警護していたのがロシア兵だったことは示唆的である。

## 21世紀初頭の変化

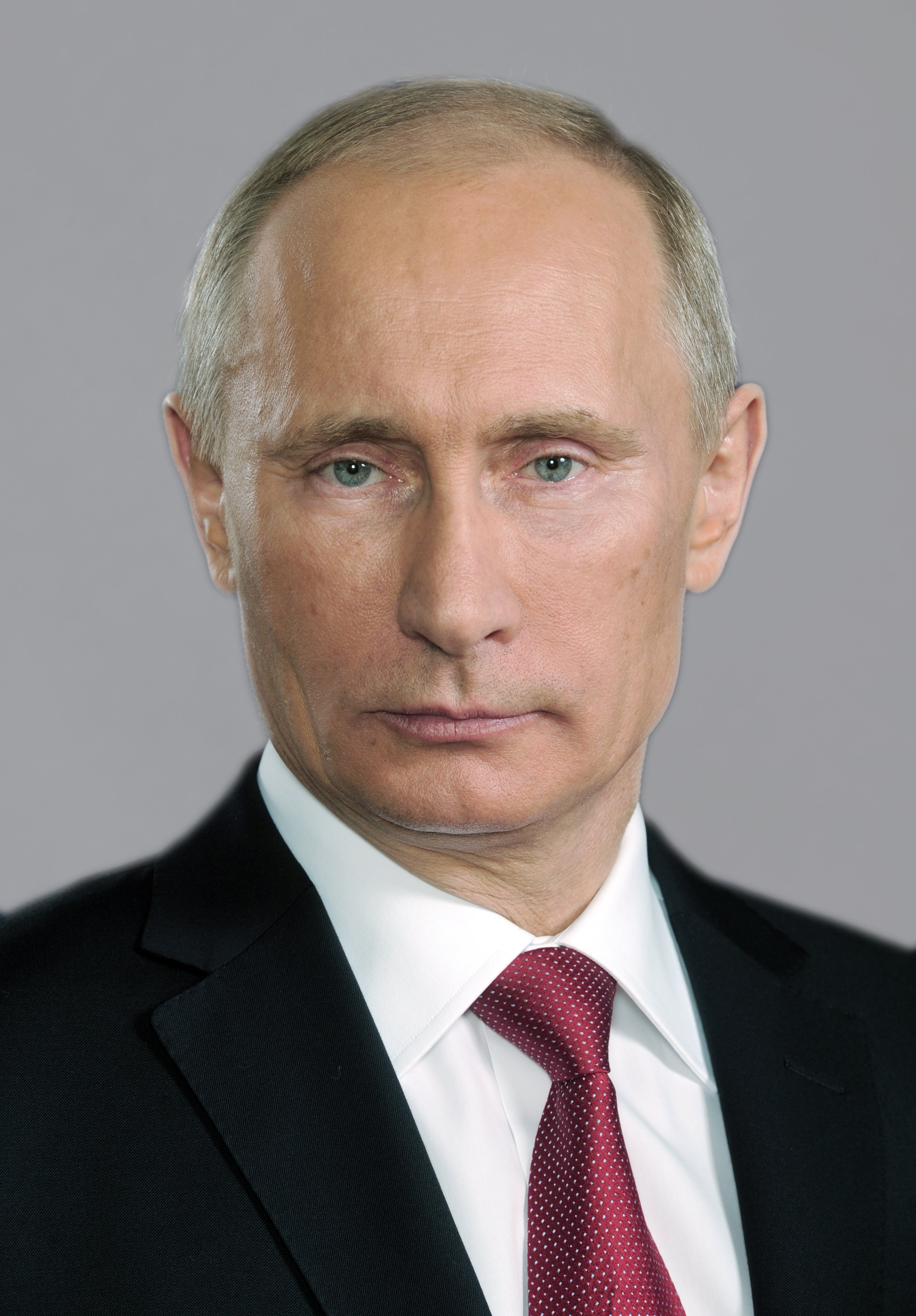
プーチン

21世紀初頭前後、旧ソ連諸国をめぐる国際情勢は大きく変化した。ソ連解体当初は混乱がみられたロシアではウラジーミル・プーチンの政権が成立して以降は安定性を高め、旧ソ連諸国に対する求心性を再び回復してきた。また、冷戦終結後、唯一の超大国となったアメリカ合衆国が北大西洋条約機構（NATO）の拡大やユーゴスラヴィア空爆などを通じてロシアとの対立を深め、旧ソ連諸国に関与の度合いを深めた。さらに、アフガニスタンのターリバーン政権やロシアのチェチェン共和国のイスラーム教過激派の活動の活発化などにみられるようにイスラーム圏の影響が強まった。一方で、中国が高い経済成長を背景に発言力を増し、2001年結成の上海協力機構などを通じて旧ソ連諸国に経済的な働きかけを強めた。こうした諸要因によって旧ソ連諸国は変貌を余儀なくされたが、それに加えて次の2つの重大事件が大きな衝撃をあたえた。
1つは2001年9月11日のアメリカ同時多発テロ事件であり、ロシアはテロリズムとの戦いをかかげるジョージ・W・ブッシュの政権に協力し、一時的に米露関係は好転した。それは対ターリバーン政権のため、ロシアの裏庭にあたる中央アジアに米軍基地が置かれたほどであったが、のちに起こったイラク戦争などで再び米露関係は悪化した。

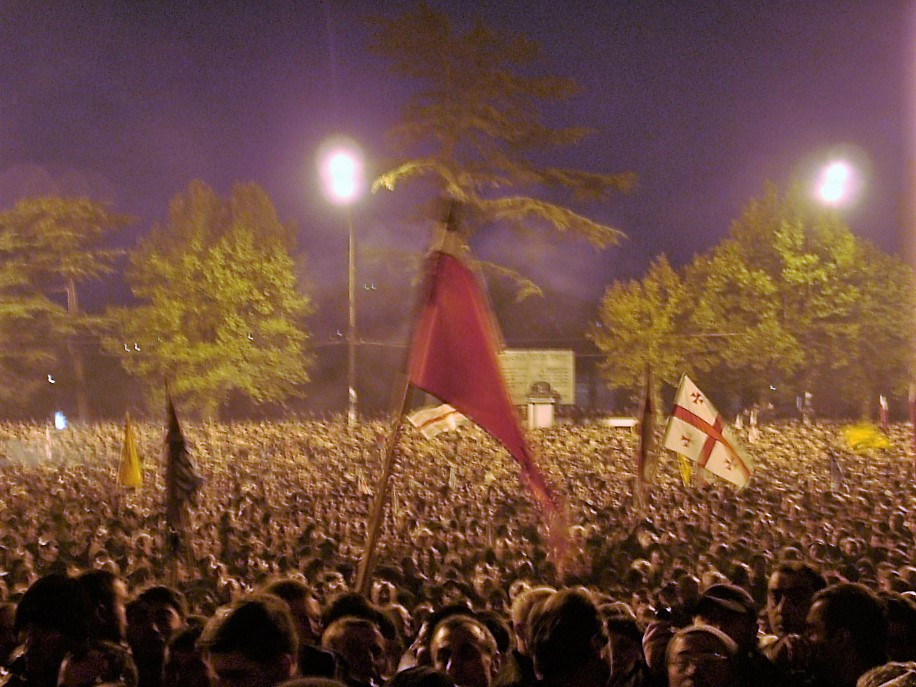
2003年11月のバラ革命

もう1つは2003年から2005年にかけて、ジョージア（当時はグルジア）、ウクライナ、キルギスでそれぞれバラ革命、オレンジ革命、チューリップ革命という民主化革命が相次いだことである。これらはそれまで権威主義的体制にあった他の旧ソ連構成諸国をおおいに動揺させたのである。
ジョージアでおこったバラ革命はアメリカ合衆国政府やジョージ・ソロスのオープン・ソサエティ財団からの支援を受けたといわれるが、その原因のひとつには上述したようにロシアの制裁によるジョージアの電力・エネルギー事情の劣悪さがあった。首都トビリシでは電力を求める抗議行動が幾度も繰り返された。ただし、アブハジアや南オセチアではロシアから直接送電がなされていたといわれている。シェワルナゼのロシアに対する宥和的な姿勢もジョージア国民の反感を引き起こしたのである。
こうしたなかで、21世紀のロシア外交において最も基本的な姿勢として顕著になっていくのが、「多極主義世界の追求」である。すなわち、世界はアメリカという唯一の極と、その他の複数の国々から構成されるべきではなく、アメリカ、ヨーロッパ、アジアなど複数の極から成り立つべきであり、ロシアは政治的にも経済的にもそれらの極の1つとして機能しうるとみなす立場である。これは、古典的な勢力均衡（バランス・オブ・パワー）の思想に範を置いている。

## バラ革命後の両国関係

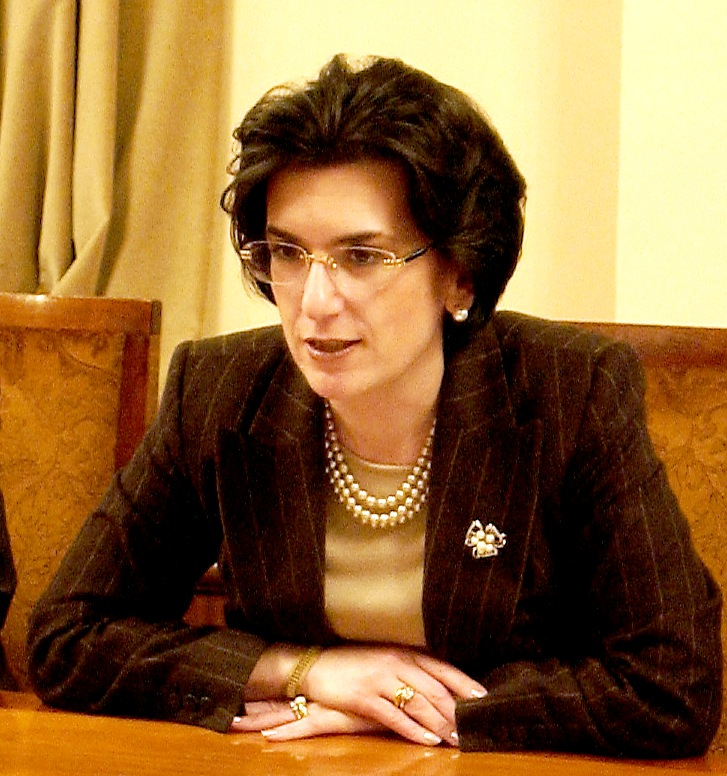
ブルジャナゼ

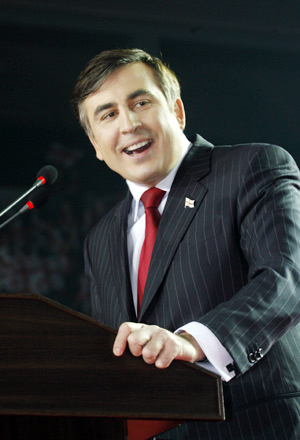
サアカシュヴィリ

2003年のバラ革命ののち、暫定大統領に就任したニノ・ブルジャナゼや「革命」の立役者で2004年1月の大統領選で圧勝したミヘイル・サアカシュヴィリなど、アメリカで高等教育を受け、通訳なしでCNNに登場できるような「ポストソ連」世代が政治権力を握るという事態はロシアとしては容易に受け入れがたいものであった。サアカシュヴィリが第3代大統領となったのは、当時36歳という若さであった。
ロシアとしては、旧ソ連諸国に対しては、みずからと異なる「極」とみなすのではなく、むしろ、自身の「影響圏」とみなしがちであり、それゆえ、その政策は外交というよりも内政に近いものとなりがちであった。しかし、相手国はロシアとの関係を対外政策（外交）として位置づけているために齟齬が生じるのである。ジョージアの場合も同様であった。
ただし、プルジャナゼやサアカシュヴィリに対するロシアの懸念は、単にアメリカ的価値観に対する警戒感というだけでなく、アメリカによって始まった2003年3月に始まったイラク戦争が長期化したり、あるいは、こののち対イラン戦争が開始されるならば、南コーカサスにあって「文明の十字路」としての歴史を有してきたジョージアが作戦上の要衝として浮上し、そこにアメリカ軍が常駐するのではないかというものであった。そして、やがてはイラクやイランのミサイルのみならずロシアのミサイルをも無力化しうるアメリカのミサイル防衛システムがジョージアに導入される可能性もあり、さらにはそうした動きにのって同国のNATO入りの話が現実のものになっていくのではないかという危惧をともなっていたのである。
一方、バラ革命による政権交代劇は、ムスリムのグルジア人が多く居住し、ジョージアに対して半独立状態にあったアジャリア自治共和国内では厳しい批判にさらされた。アジャリア（アチャラ）のアスラン・アバシゼ最高会議議長はジョージアとの境界を閉鎖し、2004年3月にはサアカシュヴィリ大統領の共和国入りを拒否している。サアカシュヴィリはアジャリアを経済封鎖するに至り、双方の部隊が境界付近に集結する事態へと発展した。2004年5月、「独裁者」とも呼ばれたアバシゼ議長は結局ロシアに亡命し、アジャリアはジョージアの直轄統治を受けることとなった。一方の「未承認国家」アブハジアはロシアによって生命線を握られていた。2004年にはアブハジア大統領選挙があったが、その当選者がロシアの意に沿わない人物であったため、ロシアは大統領選のやり直しをアブハジアにせまり、アブハジアがこれを拒否すると経済制裁をおこなっている。

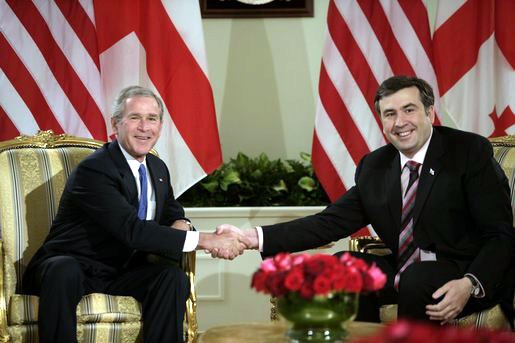
サアカシュヴィリとジョージ・W・ブッシュ（2005年）

2003年、サアカシュヴィリ政権は、イラク戦争に際してジョージア国軍のイラクへの派遣さらに増派を決定し、アメリカのブッシュ大統領のトビリシ訪問をホストするなど、親米色を鮮明にし、あわせて国営企業の民営化を推し進めて腐敗追放などによって企業活動の環境を整備した。
2004年8月、サアカシュヴィリ率いるジョージア軍は南オセチアのツヒンヴァリ付近に進入した。南オセチア自治州軍はロシア軍の支援を受け、両者のあいだで銃撃戦が起こった。ジョージア軍はのちに撤退し、2006年11月には南オセチア分離独立の是非を問う住民投票が実施され、発表によれば独立支持が99.9パーセントに達したという。その一方でロシアは2005年ころからコーカサス3カ国に対してガスや電力の供給価格を引き上げるようになり、2006年もかなり値上げし、2007年はさらにガスの2006年価格からさらに約2倍へと引き上げた。
南オセチアをめぐってロシアとジョージアの対立は頂点に達し、2006年、ロシアはジョージアとモルドヴァからのワイン輸入を禁止した。理由は「有害なものが含まれていた」ということであったが、これは根拠に乏しいものであり、親欧米的な両国に対する懲罰の意味合いを有した。ワインはジョージアにとって重要な輸出品であり、ロシアはグルジアワインの輸出先の7割を占めていたことから痛手は大きく、新規の市場を開拓する必要にせまられた。ロシアは、ジョージアに対してはさらにミネラル・ウォーターの禁輸措置を加えた。
2006年9月、ジョージア政府がロシア軍将校4人をスパイ容疑で逮捕し、その身柄を拘束したのに対し、ロシアはその報復として、ジョージア国民に対するすべての査証の発給を停止し、在ジョージアのロシア大使館を閉鎖して、すべての郵便・輸送・鉄道・航空便を一方的に停止、さらに完全な経済封鎖（輸入全面停止の措置）などが実行にうつされた。モスクワ-トビリシ直行便も運航停止となった。ロシア在住のグルジア人の多くは貨物列車や貨物飛行機にすし詰めになるようなかたちでジョージアに強制送還され、その過程で死者さえ出ている。
サアカシュヴィリはさらに欧米に傾斜した。2007年、アメリカのブッシュ大統領がジョージアを訪問すると、空港からトビリシの中心部に向かう国道を「ジョージ・ブッシュ通り」と改称したほどであった。2007年11月以降、今度はジョージア国内でサアカシュヴィリ大統領の辞任を求める大規模デモが展開され、500人以上の負傷者を出し、大統領はこれに対して非常事態宣言を発令した。2008年1月、前倒しして行われた大統領選ではサアカシュヴィリが再選されている。

## 冬季五輪のソチ開催決定と両国関係
雄大な自然に囲まれ、温泉が湧出し、なおかつ果物・野菜・畜産物など食材にも恵まれた、歴史あるリゾート地ソチでのオリンピック開催には、プーチンがことのほか熱心だったといわれる。プーチンとしては、モスクワやサンクトペテルブルクに偏りがちな経済発展が一方では国内他地域との格差を拡大させているため、南部発展の起爆剤にしたいという目論見があったといわれ、また、ソチは北コーカサスのクラスノダール地方に位置し、チェチェン共和国からもそれほど遠距離にないことから、チェチェン紛争によって非常に悪くなったロシアないし北コーカサスの暗いマイナス・イメージを、冬季オリンピックという国際的なイベントを開催することにより払拭したい狙いがあったとみられる。
かくして2007年、7年後（2014年）のソチオリンピック開催が決まったのであるが、これはソチに近いジョージアにとっては決して他人事ではなかった。ジョージア政府は、すぐさまロシア大統領に祝辞を贈り、その一方でアブハジア問題をこれに関連づけた。アブハジアはソチから50キロメートルしか離れておらず、列車も毎日運行していた。アブハジアの住民はしばしばソチなどで通商をおこない、頻繁に往復があることから、さっそく国際オリンピック委員会（IOC）にはたらきかけて、アブハジア和平の推進を要請したのである。
一方、アブハジア・南オセチアの「大統領」も「ソチの勝利はわれわれ自身の勝利」という祝辞を発表した。ここでの「両大統領」の発言はみずからロシアの一部であるという認識の表明であった。しかし、それは政府首脳のみならず、全体の9割におよぶといわれる、ロシアのパスポートを有していたアブハジアや南オセチアの人びとも同様であった。彼らは、2007年12月のロシア下院選挙に投票しており、国際法的にはジョージア国民のはずであるがすでにロシアの内政には参加していた。これは、ジョージア側からみれば、著しい主権侵害の行為であった。旧ソ連諸国もまたロシアに対する警戒を強めた。

## 2008年8月の戦争

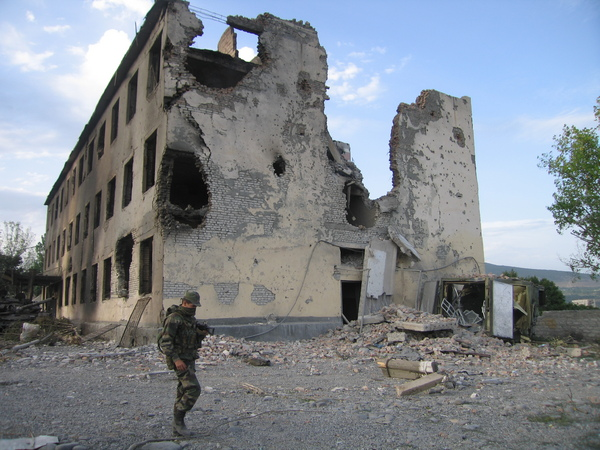
南オセチア戦争で攻撃を受けたツヒンヴァリのロシアJPKF基地

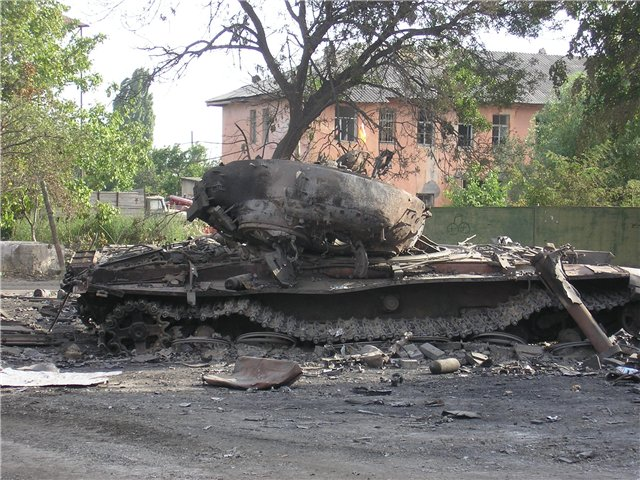
破壊されたジョージア軍のT-72戦車

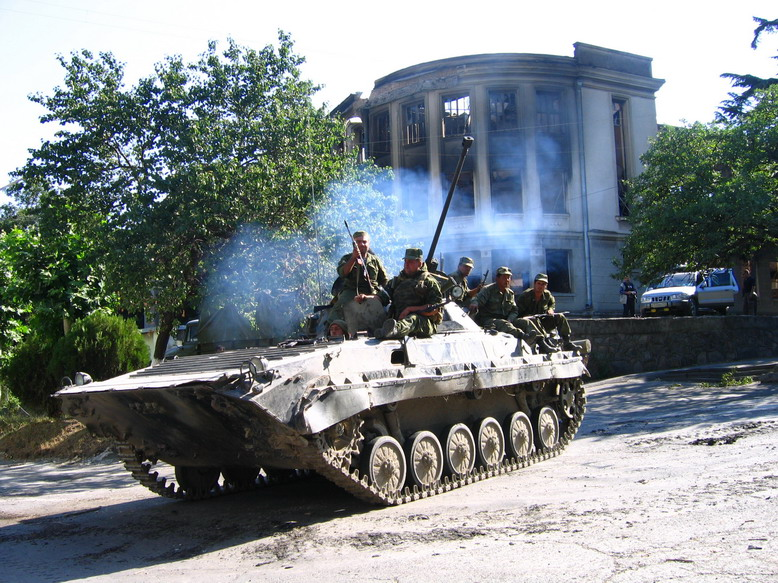
南オセチアにおけるロシア陸軍（第58軍）

ジョージアとロシアは、アブハジアや南オセチア問題、ジョージアのNATO加盟に向けた動きなどを背景に緊張関係が続いていたが、2008年8月、北京オリンピックの開会式の最中に起きた両国の軍事衝突は世界に大きな衝撃をもたらした。ジョージア軍と南オセチア軍の衝突にロシアが介入したことで、その緊張は戦争に発展したのである（南オセチア戦争またはロシア・ジョージア戦争）。ロシアが外国に侵攻したのはソ連のアフガニスタン侵攻以来30年ぶりのことであり、ソ連のチェコスロヴァキア侵攻から40年目にあたっていた。ロシアによる軍事侵攻は欧米諸国にとっては想定外のできごとだったのであり、国際的にはロシアに対する非難が高まり、「ロシア脅威論」が再燃した。ことに、旧ソ連構成国のウクライナ、バルト三国、ポーランド、そして欧米諸国からの非難は非常に激しいものであった。
オリンピックの開会式に参加していたプーチン首相（当時）は急遽帰国して北オセチアのウラジカフカスなどロシア各地をめぐって従軍する兵士を勇気づけ、民衆に対しては社会保障の拡充やインフラ整備、給与所得および年金給与の引き上げ等を公約して、ジョージアとの戦闘を指揮した。南オセチアは国際法上はジョージアの国土の一部であるにもかかわらず、ロシア政府は南オセチアの住民にパスポートを発給していた。したがって、「ロシア国民の保護」を理由に、いつでも南オセチアに侵攻できる態勢を整えていたのである。この戦争はアブハジアにも飛び火した。戦闘自体は5日間で終了し、ロシア側の圧勝で終わったことから「5日間戦争」とも呼ばれている。

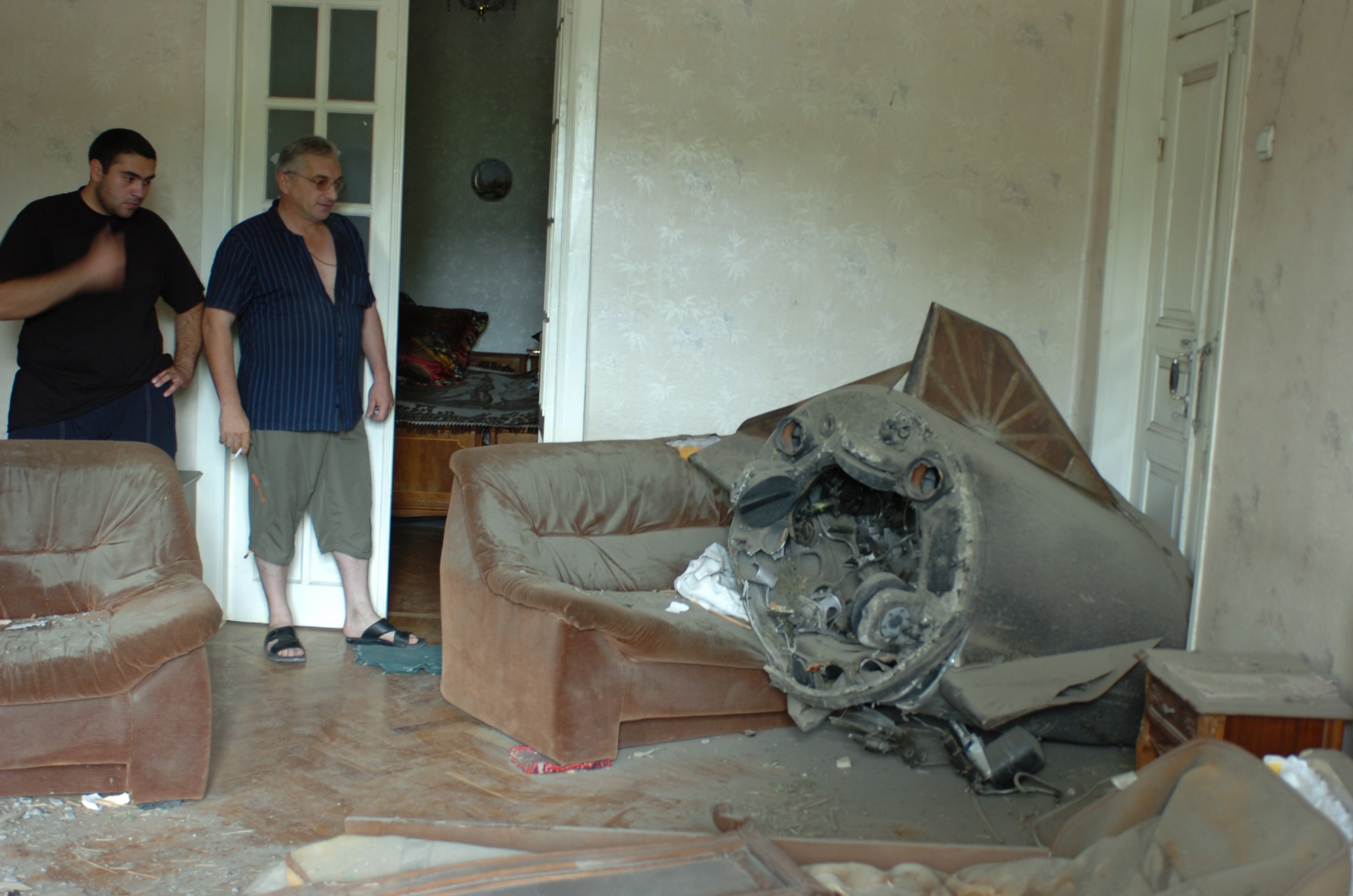
ゴリの住宅の寝室にほぼそのままの形で残ったロシア軍のミサイル

この戦争について、ヨーロッパ連合（EU）の独立調査委員会は1年後の2009年9月に報告書を発表している。それによれば、国際的なロシア非難にもかかわらず軍事攻撃はジョージア側から始めたものであった。ジョージア軍は2008年8月7日午後、南オセチア自治州の首都ツヒンヴァリに陸と空から大規模な軍事攻撃をおこなった。これに対し、ロシアは翌8日未明、圧倒的な規模でジョージア侵攻を開始した。ジョージア軍は南オセチアならびにアブハジアから撤退したが、ロシアはポティやゴリなどジョージアの都市も占領し、中心都市トビリシに迫る勢いをみせた。ジョージア西部のコドリ渓谷付近では両軍の激戦となり、ロシア軍優勢のうちに激しい戦闘は8月12日までつづいた。その結果、8月26日、ロシアが南オセチア・アブハジアを独立国家として承認するにいたっている。EU報告書はジョージア側の軽率な行動が直接の契機となってロシアの侵攻を招いたとして同国を非難すると同時に、ロシア側もまた数年にわたってジョージアに対し経済制裁などの挑発的な行動を繰り返してきたこと、ジョージアに対するロシア側の反撃は度の越えた大規模なものであったこと、国際法に違反して南オセチアおよびアブハジアを独立国として承認したことなどについてその責任を追及している。
サアカシュヴィリとしては、国内に紛争地域をかかえていることがNATO加盟の障害となると考え、分離独立を標榜する南オセチアなどを支配下に置こうと、国際世論の関心が北京に集まっている虚を突いて軍を動かしたものとみられる。結果的にはこの行為がロシアに介入の口実をあたえることになってしまったとはいえ、ジョージアとしてはよもやロシア側が全面的に軍事介入するとは考えず、たとえ介入しても欧米からの援助があるものと判断したと考えられる。その点で、ジョージアはロシアの反応を過小評価し、欧米の支援を過大評価したといえる。
当時、ドミートリー・メドヴェージェフ大統領とウラジーミル・プーチン首相の二頭支配にあったロシアは、従来より挑戦的な態度をとるジョージアを懲罰し、西側諸国のロシア軽視の姿勢に反撃する機会をうかがっていた。ロシアとしては、ヨーロッパ諸国がロシアから多くのエネルギー供給を受けていることから、仮にコーカサスに軍事侵攻したとしても強く出てこないという読みがあった。さらに、ロシアはアメリカのイラク侵攻は良くて、どうしてロシアのジョージア侵攻がいけないのか、また、欧米諸国がコソボ共和国の独立を承認しているのに、ロシアが南オセチア・アブハジアの独立を承認して何がわるいのかという欧米基準の優先する国際世論に対する不満も確かに存在していた。そこでは、多極主義の考え方が確実にみられる。
ただしロシアは、ジョージアがこのタイミングで南オセチアに対し戦端をひらくとまでは考えていなかったようであり、その証拠には、メドヴェージェフはロシア内のサマラ州において休暇中であったし、プーチンは北京オリンピックの開会式に出席していたのである。ロシアとしては確かに思いがけないことであったが、衝突の1ヶ月前にロシア軍は南オセチアに隣接するロシア領内で軍事演習していたため、ジョージアの攻撃に対して迅速に対応できたのであった。ただし、8月12日の時点で連戦連勝の状態にあり、首都トビリシにあと40キロメートルと迫ったロシア軍に対し、突如メドヴェージェフが軍事作戦終了を発表したことは、今もって謎とされている。

## 8月戦争の影響

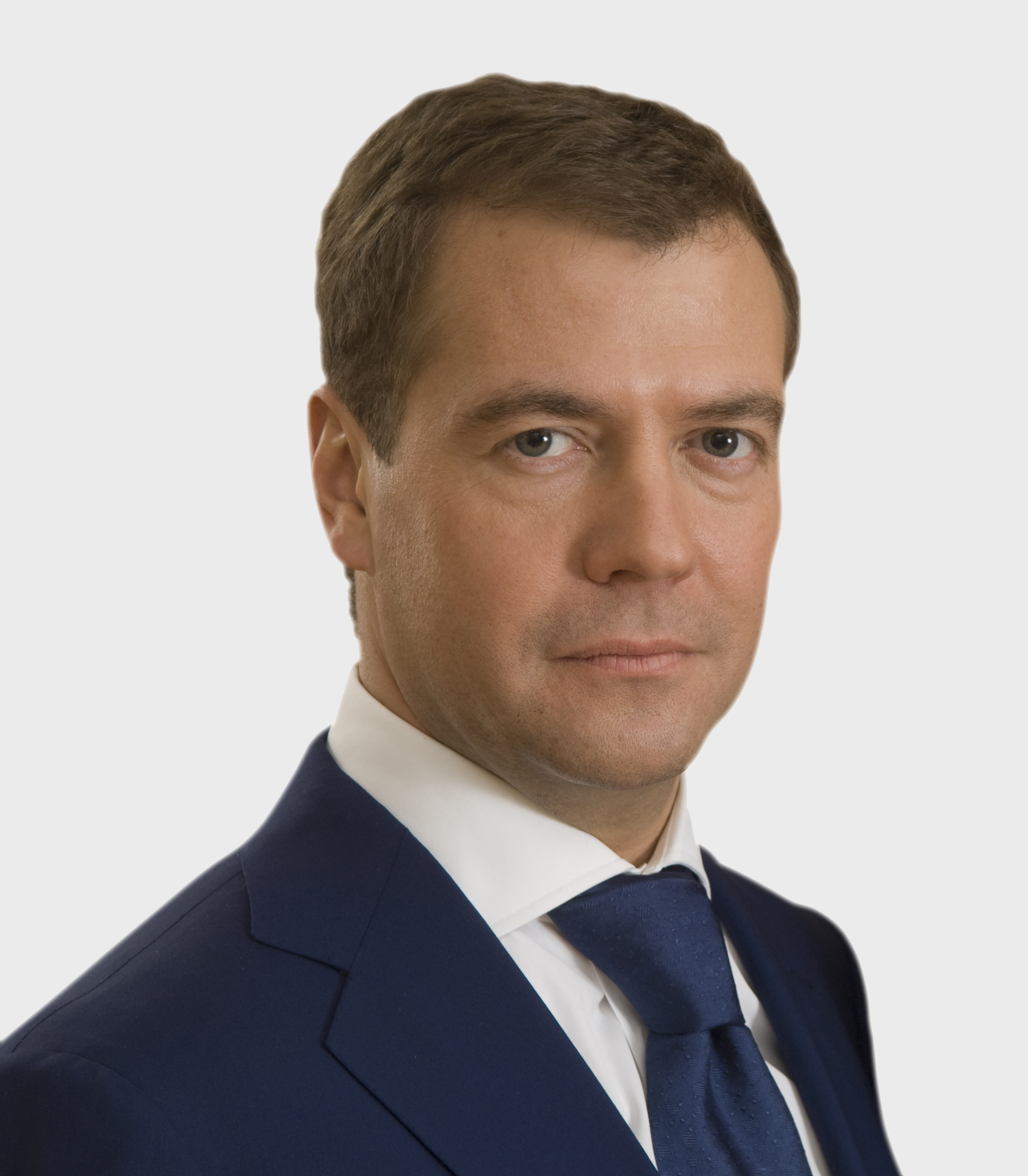
メドヴェージェフ

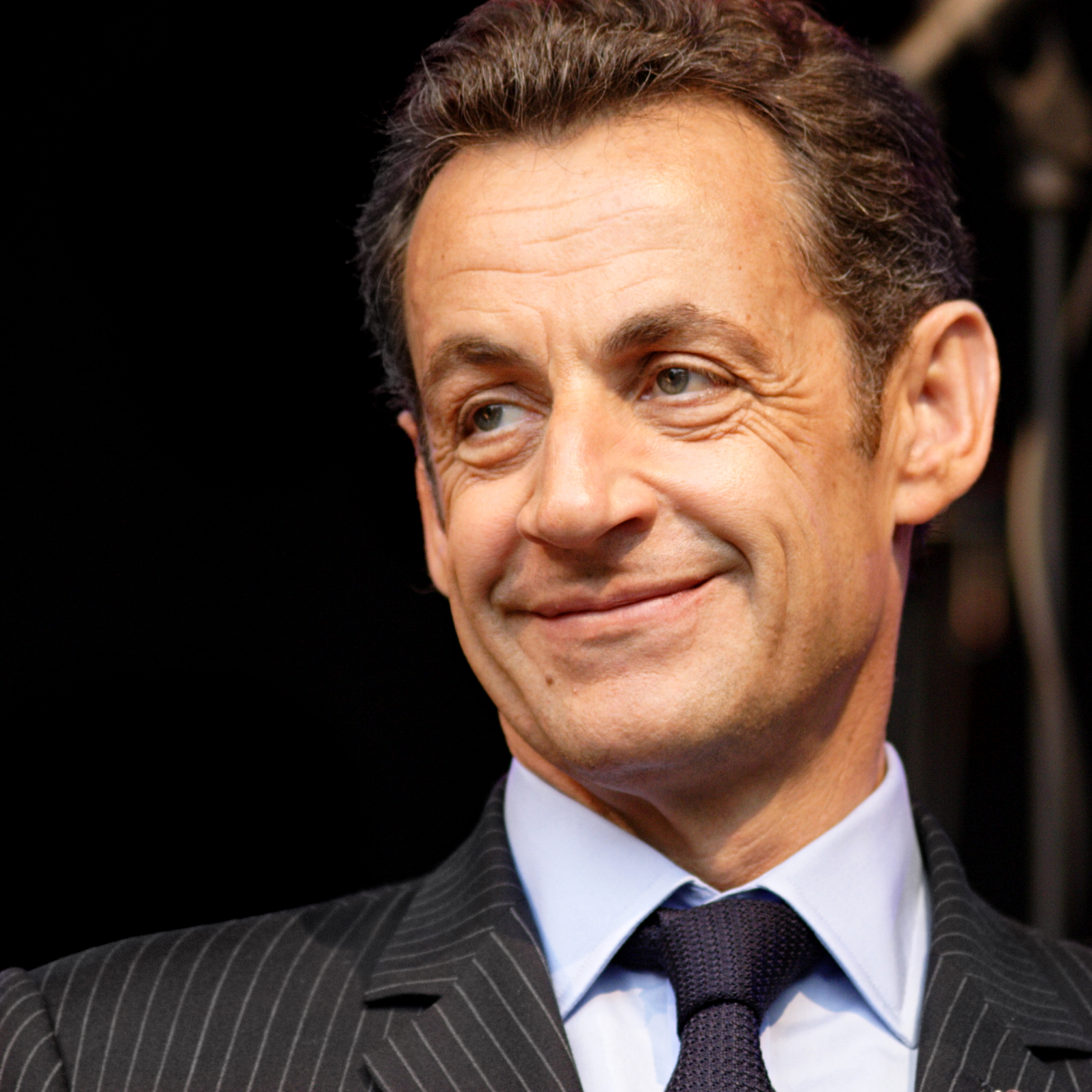
サルコジ

メドヴェージェフは、「5日間戦争」（8月戦争）終結後の2008年8月31日、この戦争はロシアの勢力圏と現地に住むロシア人を守るために必要だったと訴えた。そして、ヨーロッパ連合（EU）の仲介によってようやく停戦合意にいたり、ロシアが南オセチアおよびアブハジアの主権を一方的に承認したうえで、9月に入ってから軍を撤退させたのであった。このとき、フランスのニコラ・サルコジ大統領はEU議長国の元首としてモスクワとトビリシのあいだを何度も往復し、停戦にむけての合意案を模索した。そのときのサルコジ大統領は熱中症で倒れてしまうのではないかと心配されるほど、政治的情熱を傾けて停戦合意形成のため奮闘した。
メドヴェージェフとプーチンにとって誤算だったかもしれないのは、従来「親露派」とみなされてきた諸国、とくにベラルーシやアルメニア、さらにカザフスタンなどからさえ、ジョージア侵攻について積極的な支持を取りつけることができなかった点である。これらの国々の首脳は事態悪化に懸念を表明するのがやっとであり、ロシア軍のジョージア侵攻を正当化するような発言をすることは一切なかった。当時、ロシアに好意的な国を世界中から探すならば、キューバ、シリア、リビアくらいではないかと論じられたのであり、ロシアとしては確実に孤立感を深めたのである。
また、メドヴェージェフが軍事侵攻の理由として「ロシア人保護」を掲げたことは旧ソ連構成諸国に強い警戒感をいだかせた。旧ソ連諸国には全体で1,900万におよぶともいわれるロシア人が居住しているからであった。旧ソヴィエト連邦は、1975年のヘルシンキ合意によって第二次世界大戦後のヨーロッパの国境線を認め、国境不可侵の原則を掲げてきたのであり、ロシアがみずからその原則を破って外国に軍事侵攻し、国境を変更したという事実は重い意味合いをもったのである。実際、8月末の上海協力機構首脳会議においては、中国も中央アジア4カ国も領土保全の原則を確認して、南オセチア・アブハジアの独立を承認しなかった。結局、ロシアには真の意味での同盟国は1国もないということが明らかになったのである。ただし、ジョージアの国家主権を擁護するためにロシアを相手に経済封鎖をおこなったり、外交関係を絶とうという国がなかったこともまた事実である。
戦後のジョージアではサアカシュヴィリ大統領がトビリシで15万人を集めての「反ロシア大集会」を開催した。壇上には、ウクライナ、バルト三国、ポーランドら列国の政府首脳の姿もあった。このようにみるならば、ロシアは軍事的には圧勝したはずであったが外交的にはあたかも敗北者のようであった。ロシア国民のなかには和平についてサルコジと交渉するメドヴェージェフが一方的に譲歩しているようにみえるという向きさえあったのである。
2008年8月の戦争においてロシアはアメリカ合衆国やNATOを批判し、メドヴェージェフは「新たなる冷戦も恐れない」とさえ発言した。2008年11月の年次教書演説ではアメリカのミサイル防衛（MD）構想に対抗して、ロシア連邦西端のカリーニングラード州に最新鋭の短距離ミサイル「イスカンデル」を配備すると警告し、南オセチアとアブハジアにはロシア軍の基地が置かれ、また、両地域にはロシアからの天然ガスのパイプラインが敷設された。
これに対し、任期終了の近づいたアメリカのブッシュ政権もロシアとの対決姿勢を強め、8月戦争直後にポーランドとMDシステム配備に関する協定を締結する一方、ロシアとのあいだの原子力協定は停止し、さらにロシアが経済協力開発機構（OECD）や世界貿易機関（WTO）に加盟することは認められないと表明、ジョージア政府に対しては10億ドルもの支援を約束した。NATOもまたロシアとの合同評議会を中止するなどロシアとの関係を凍結するにいたった。
サアカシュヴィリ政権はいっそう親欧米路線を強め、2009年8月、ジョージア政府はCISから脱退、9月にはロシアに対し外交関係断絶を通告した。また、この年の3月には日本語における同国の国名表記を、従来の「グルジア」から英語表記に基づく「ジョージア」への変更を要請した。

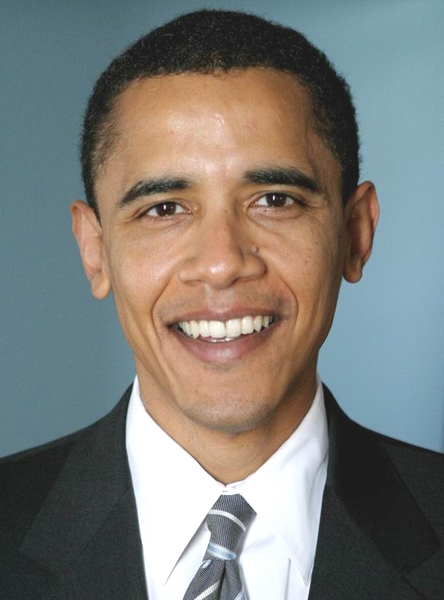
オバマ

一方、ブッシュに代わってアメリカ合衆国大統領に就任したバラク・オバマがロシアとの関係重視の方針を打ち出したため、サアカシュヴィリ政権側は焦り、困惑した。2009年7月、オバマは自らはモスクワに飛び、メドヴェージェフと会談して両国の関係改善を確認する一方、副大統領のジョー・バイデンにジョージアとウクライナを訪問させた。バイデンはトビリシで「アメリカはジョージア側に立つ」と演説し、ロシアを牽制してジョージア側の懸念を払拭しようと努めた。ただし、その一方では、ジョージアに対しては再び軍事衝突を起こすことがないようクギをさすことも忘れなかった。2010年5月、オバマはロシアとの原子力協定凍結の解除を決めている。
ロシアにとってジョージアへの侵攻は、ジョージアのNATO加盟を当面阻止した点では成果があったとみられる。しかし、その一方で国際的な権威とイメージを損ない、本来的な意味での同盟国が存在しないことが明らかとなった点では少なからずダメージを受けたと考えられる。また、軍事衝突によって海外投資家が資金を引き揚げ、株価が大幅に下がるなど経済的損失も大きかった。さらに、ジョージアと境を接するチェチェン共和国および北コーカサスでは一時沈静化していた民族紛争の再燃がみられた。その一方でジョージア侵攻における軍事的成功は、ロシアにおいて軍部の影響力の増大化を招いたのであった。
ジョージアにとっては、南オセチアとアブハジアを事実上失ったことで民主革命は大きくつまずき、サアカシュヴィリは厳しい政権運営を強いられるようになった。ジョージアの野党指導者も相次いでロシアを訪問するなど、サアカシュヴィリを牽制する動きを強めた。
戦争の惨禍はきわめて大きなものであった。軍事衝突はジョージアのほぼ全土におよび、アパートや学校、病院なども破壊された。これにともなう民間人の死者は2,000人とも3,000人ともいわれている。真相不明ながら、国連難民高等弁務官事務所（UNHCR）の発表によれば、この戦争によって発生した難民・避難民は20万人におよぶとのことである。
南オセチアに居住していたグルジア人たちは、ロシア軍の侵攻によって住む場所を失い、ジョージア側に避難し、避難者のための仮設住宅も多数つくられた。現地情報によれば、南オセチアとジョージアの境界には軍の車両が配備されているものの、ジョージアとしては「国内の治安問題」にしておきたいため、表だっては軍であることを明示せず、警察車両であるかのようにカモフラージュすることもおこなわれている。

## サアカシュヴィリ以後の両国関係

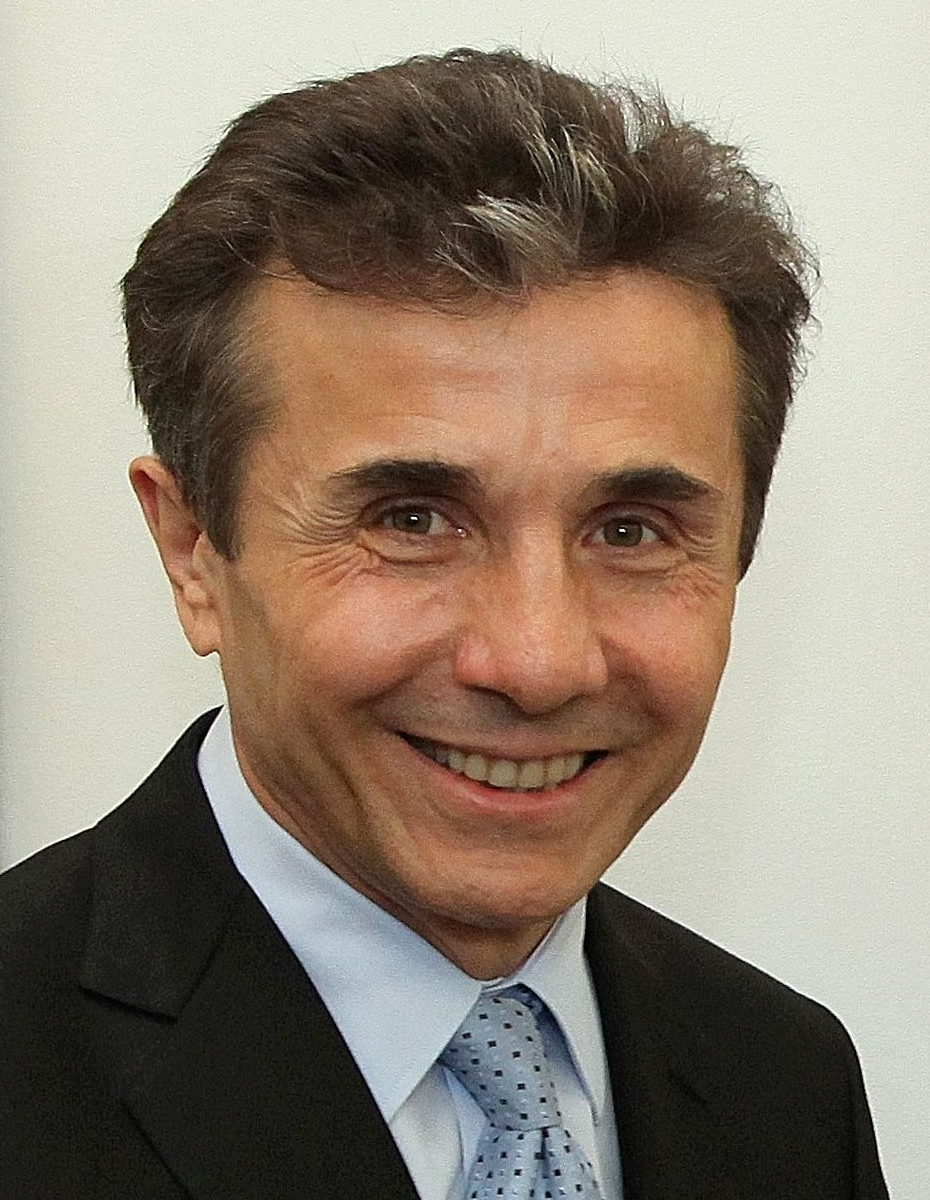
イヴァニシヴィリ

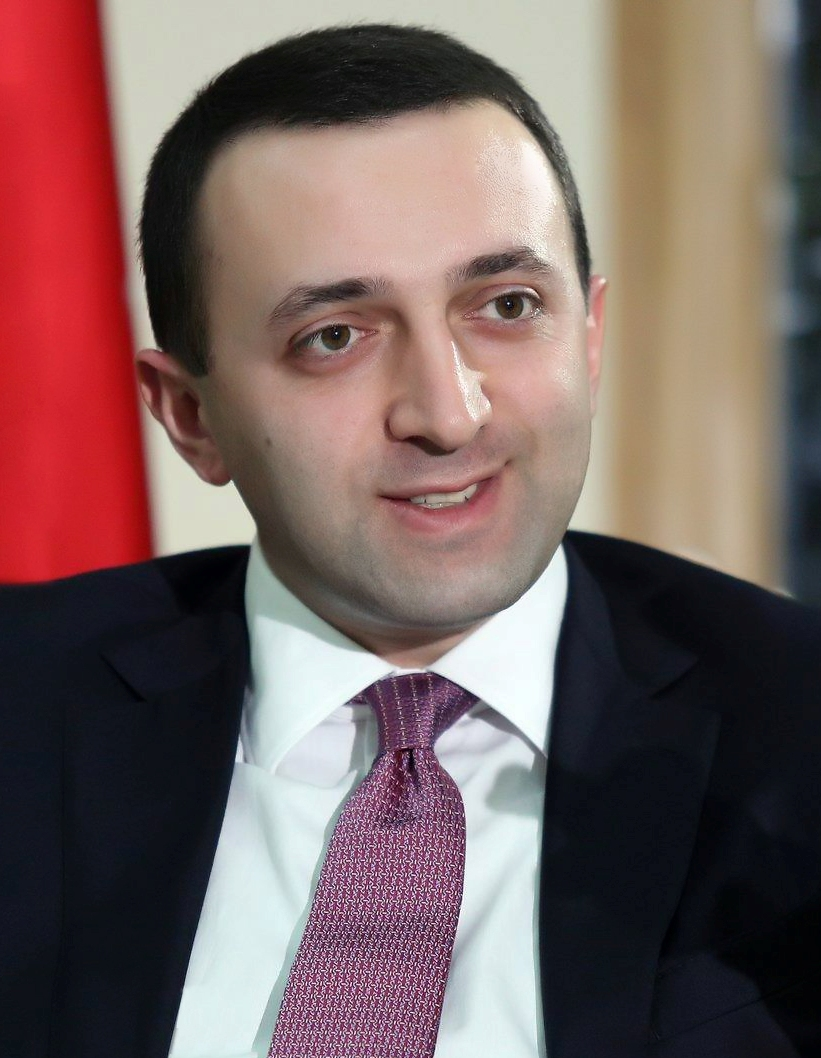
ガリバシヴィリ

2012年10月、ロシアで財産をつくった実業家のビジナ・イヴァニシヴィリは野党連合「ジョージアン・ドリーム」を率いて議会選挙に臨み、選挙では大勝して首相に就任した。イヴァニシヴィリはロシアとの関係改善に向けて、「対露関係特別代表」の役職を新設し、同年12月からロシアとの対話を再開した。
この時点では大統領はサアカシュヴィリであり、イヴァニシヴィリを中心とする議会とサアカシュヴィリの大統領府による権力のねじれた状態が、その後約1年間続いたが、サアカシュヴィリはしだいに勢力を失い、イヴァニシヴィリが実権を握る状況となった、。イヴァニシヴィリは当初から明言していた通り、1年で自ら首相を辞任し、配下の若いイラクリ・ガリバシヴィリを後任首相に指名したが、ガリバシヴィリはほとんどイヴァニシヴィリの意のままに動いただけとみられている。

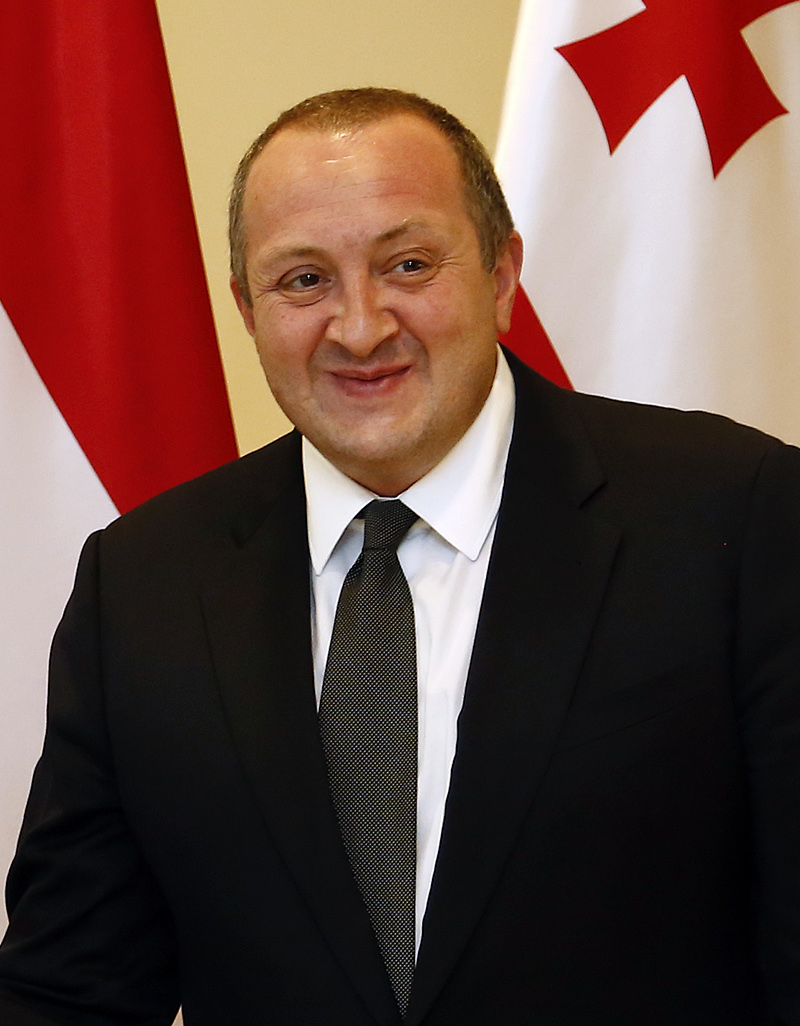
マルグヴェラシュヴィリ

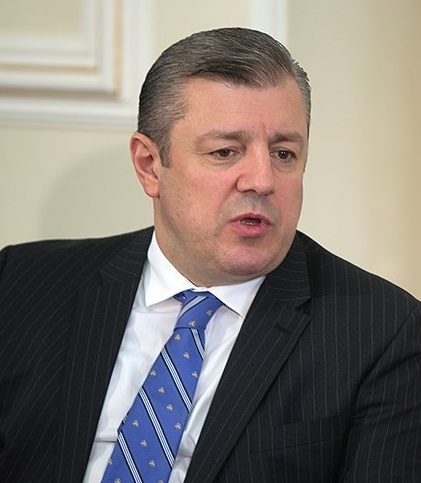
クヴィリカシュヴィリ

2013年11月にサアカシュヴィリが大統領職を離れると、本人を含めサアカシュヴィリ派の大臣や側近の多くが訴追され、逮捕者、亡命者などもあらわれた。こうしたなか、2014年3月18日にはロシアによるクリミアの併合が起こり、これは特にウクライナとジョージアにとっては衝撃的なできごとであった。サアカシュヴィリは2015年6月、ウクライナのペトロ・ポロシェンコ大統領から任命され、ウクライナ南部のオデッサ州の知事に就任しているが、ジョージア政府はこれに対し、サアカシュヴィリのジョージア国籍を剥奪している。大統領時代のサアカシュヴィリは汚職の解消に大きな実績を残し、彼が改革を施した官僚システムや行政システムは、現在、欧米諸国と比較しても効率的で無駄がないと評されているほどであり、ポロシェンコとしては、オデッサがウクライナの要地である一方、ロシアの影響力も強い都市でもあり、さらに腐敗がはびこる土地柄でもあるところから、汚職廃絶に功績があり、かつ徹底した反ロシア主義者であるサアカシュヴィリに白羽の矢が立ったとも考えられている。
一方、ジョージアの新政権では2014年11月以降、閣僚が相次いで辞任するなど政治的混乱がつづいており、「ジョージアン・ドリーム」からも「我らがジョージア 自由民主主義者」が離脱している。全体的にみれば、イヴァニシヴィリ以降の政権はサアカシュヴィリ政権と同様、親欧米路線を強化しつつ、ロシアとの関係回復にも努力しているといえる。しかし、アブハジアと南オセチアの問題は必ずしも改善に向かっておらず、むしろ悪化の一途をたどっている。アブハジアと南オセチアは2008年の戦争以降ロシア化が進行しており、2014年8月にもアブハジアとジョージアのあいだで紛争が起こっている。アブハジアでは8月に親露派の大統領ハジムバが就任し、2014年11月25日には、ロシアはアブハジアとのあいだの外交政策、軍事、経済の統合を進める「同盟と戦略的パートナーシップに関する条約」を締結した。これは、ジョージアとの境界領域に、ロシア・アブハジア連合軍を配備し、集団的自衛権を高める一方で、治安面ないし経済面のシステムを統合させ、公務員の給与や年金などもロシア連邦のそれに統合するというものであり、事実上、アブハジア併合を企図したものとみられ、ジョージアも欧米諸国も警戒の念を表明している。さらにロシア側は2015年、「アブハジアとの境界線をなくしていく」と発言しており、これには当のアブハジアも抵抗している。
クリミア編入からちょうど1年後の2015年3月18日、ロシアは南オセチアとのあいだの「同盟と統合に関する条約」に署名した。これにより軍と治安機関はロシアに統合されることとなり、25年間有効とされるこの条約にジョージア政府は強い危機感を有している。しかし、アブハジア当局がロシアとの併合に強い危機感をいだいているのに対し、南オセチアの場合は、ロシア領内の北オセチアに同胞オセット人が居住するため、ロシアとの統合にはほとんど抵抗がない。
2013年11月にサアカシュヴィリの後任大統領となったギオルギ・マルグヴェラシヴィリはイヴァニシヴィリの対話路線を維持しつつも、ヨーロッパへの統合を基本的な外交政策としている。首相の方は、2015年12月にガリバシヴィリからギオルギ・クヴィリカシュヴィリにバトンタッチされた。
ジョージアはロシアの経済悪化の影響を強く受けており、特に2014年12月以降のルーブル暴落の影響がきわめて大きい。失業率の高いジョージアでは経済における海外からの送金の占める割合が高いが、ジョージアからはシベリアの石油採掘現場のようなロシア内の劣悪な労働環境のところへ多数の出稼ぎ労働者が渡っている。ルーブル暴落によって通貨価値がそれ以前の約半分となってしまったため、多くの出稼ぎ労働者はジョージアへの帰国を余儀なくされている。
2016年現在、ロシアが危惧しているのはウクライナの親欧米路線の深化であり、サアカシュヴィリ元ジョージア大統領がオデッサ知事となっていることについても反感を強めている。また、2016年の5月から6月にかけては、ジョージアやバルト三国やポーランドなどのロシア近隣地域で、北大西洋条約機構（NATO）およびNATO主要国による現地軍をまじえた軍事演習が相次いでいる。ジョージアでは5月11日から26日にかけては、アメリカ軍650人、イギリス軍150人、ジョージア軍500人が演習に参加し、米軍の主力戦車も参加している。ジョージア側は、この演習をNATO加盟に向けた重要な一歩と位置づけ、こうした演習を今後とも続けたいと表明しているのに対し、ロシア側は南コーカサス地域の情勢を不安定化させるための軍事挑発であるとして厳しく批判している。
ジョージアとロシアの間では、南オセチアとアブハジアの問題が今後とも長期にわたって関係改善にあたって大きな障害となることは避けられないものとみられる。今後、仮にジョージアに親ロシア派政権が誕生することになっても南オセチア・アブハジアの両地域を放棄することは考えにくく、したがって、ロシアがジョージアを抱き込める可能性はほとんどないものと予想される。一方のアメリカも、簡単にジョージアを見捨てるわけにいかない事情がある。ジョージアはロシアからの分離独立を求めるイスラーム・ゲリラが抵抗を続けるチェチェンと国境を接しており、紛争の絶えないコーカサス地方にあって、アゼルバイジャン・アルメニアに接し、さらに南方にはイラン・イラクが所在する地政学上の要衝にあって、アメリカとしてもここに橋頭堡を築き、影響力を保持したいのである。加えて、カスピ海沿岸の石油・天然ガスをロシアを経由せずに黒海側そしてヨーロッパ市場へと運ぶ巨大なパイプラインが通っており、エネルギー輸送における重要な回廊の役割を果たしている。さらに、ジョージアが旧ソ連諸国のなかでロシアに対抗し、これら諸国のなかで民主化の先駆けをなしている。この地域をめぐって膠着状態がつづくのも、以上のような複雑な事情に由っている。

## 外交使節

### 在ジョージア・ロシア大使

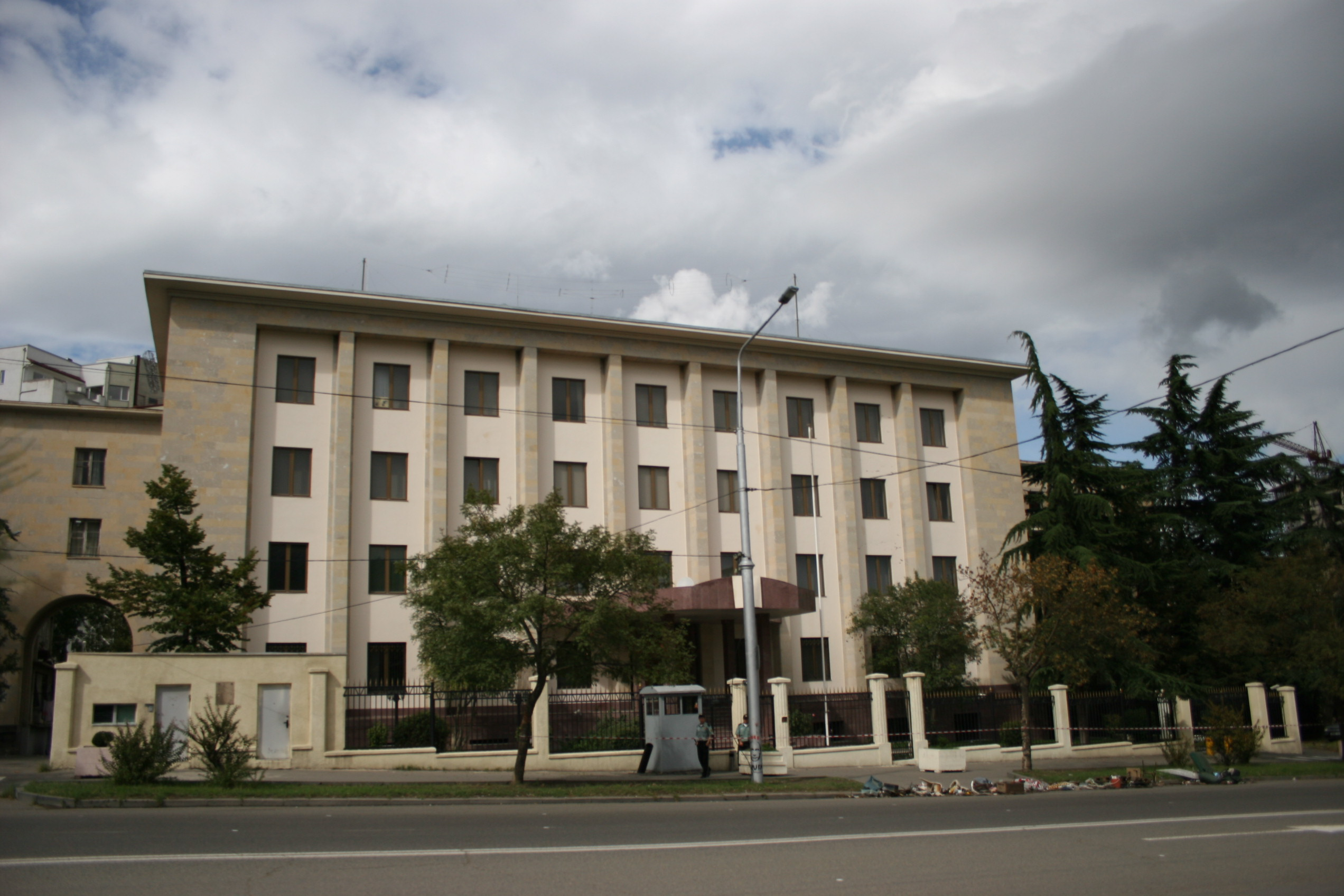
駐ジョージア・スイス大使館。ロシア大使館の閉鎖後、ロシア連邦利益代表部が入っている。

1. ウラジーミル・ワシリエヴィッチ・ゼムスキー（ロシア語版）（1992～1996年）
2. フェリクス・ヨシフォヴィッチ・スタネフスキー（ロシア語版）（1996～2000年）
3. ウラジーミル・ヴィクトロヴィッチ・グデフ（ロシア語版）（2000～2002年）
4. ウラジーミル・イラクリエヴィッチ・チヒクヴィシヴィリ（ロシア語版）（2002～2006年）
5. ヴャチェスラフ・エフゲニエヴィッチ・コヴァレンコ（ロシア語版、英語版）（2006～2009年）

※2009年以降、ロシアからジョージアへの駐箚なし

### 在ロシア・ジョージア大使

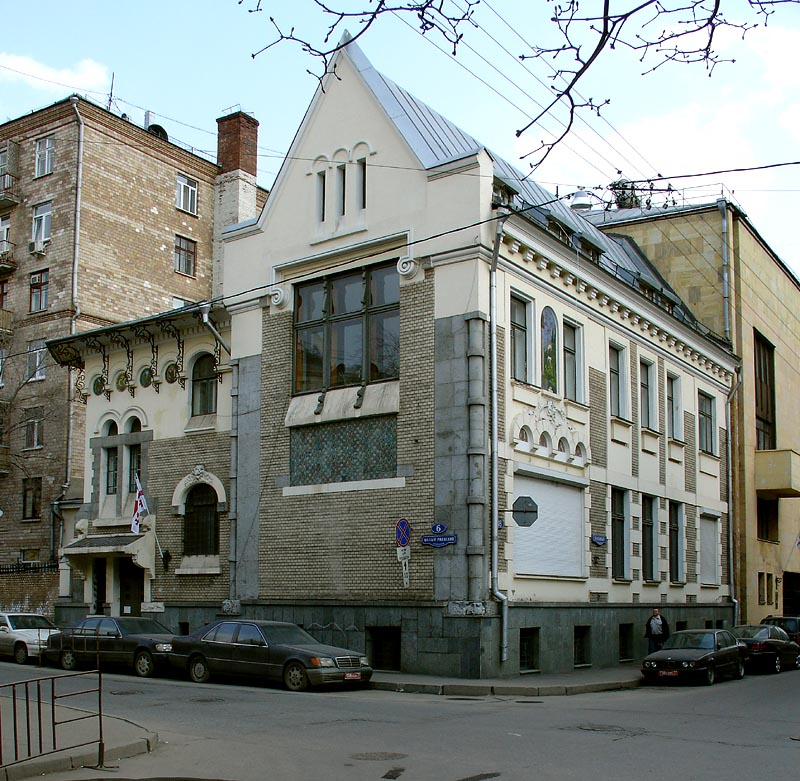
駐ロシア・ジョージア大使館。2008年に閉鎖。その後、モスクワの駐ロシア・スイス大使館内にジョージア利益代表部が入っている。

1. アレクサンドル・ロマヤ（グルジア語版、英語版）（1991年）
2. ヴァレリアン・アドヴァゼ（1993～1995年）
3. ヴァジャ・ロルトキパニゼ（グルジア語版、英語版）（1995～1998年）
4. マルハズ・カカバゼ（1998～2000年）
5. ズラブ・アバシゼ（2000～2004年）
6. コンスタンティン・ケムラリヤ（グルジア語版）（2004年）
7. ヴァレリー・チェチェラシュヴィリ（英語版）（2004～2005年）
8. イラクリー・チュビニシュヴィリ（英語版）（2005～2008年）
9. エロシ・キツマリシュヴィリ（英語版）（2008年）

※2008年以降、ジョージアからロシアへの駐箚なし